# Pilatus Aircraft
Pilatus Aircraft je proizvođač zrakoplova sa sjedištem u Stansu, Švicarska. Tvrtka je osnovana 16. prosinca 1939. no tek je 1944. poletio prvi Pilatusov zrakoplov, SB-2. Zapošljava preko tisuću radnika.

## Zrakoplovi
- Pilatus SB-1 (projekt)
- Pilatus SB-2 Pelican
- Pilatus SB-5 (projekt)
- Pilatus P-1 (projekt)
- Pilatus P-2
- Pilatus P-3
- Pilatus P-4
- Pilatus P-5 (projekt)
- Pilatus PC-6 Porter i Turbo Porter
- Pilatus PC-7
- Pilatus PC-8D Twinporter
- Pilatus PC-9
- Pilatus PC-10 (projekt)
- Pilatus PC-11/Pilatus B-4
- Pilatus PC-12
- Pilatus PC-21
- Pilatus PC-24

- Pilatus SB-1
- Pilatus SB-2 Pelican
- Pilatus SB-5
- Pilatus P-1
- Pilatus P-2
- Pilatus P-3
- Pilatus P-4
- Pilatus P-5
- Pilatus PC-6
- Pilatus PC-7
- Pilatus PC-8D
- Pilatus PC-9
- Pilatus PC-10
- Pilatus PC-11 /B4
- Pilatus PC-12
- Pilatus PC-21
- Pilatus PC-24

## Vanjske poveznice
- | Logotip Zajedničkog poslužitelja | Zajednički poslužitelj ima još gradiva o temi Pilatus Aircraft |
- Službena stranica  Arhivirana inačica izvorne stranice od 24. ožujka 2009. (Wayback Machine)